# Respirador Velo Negro

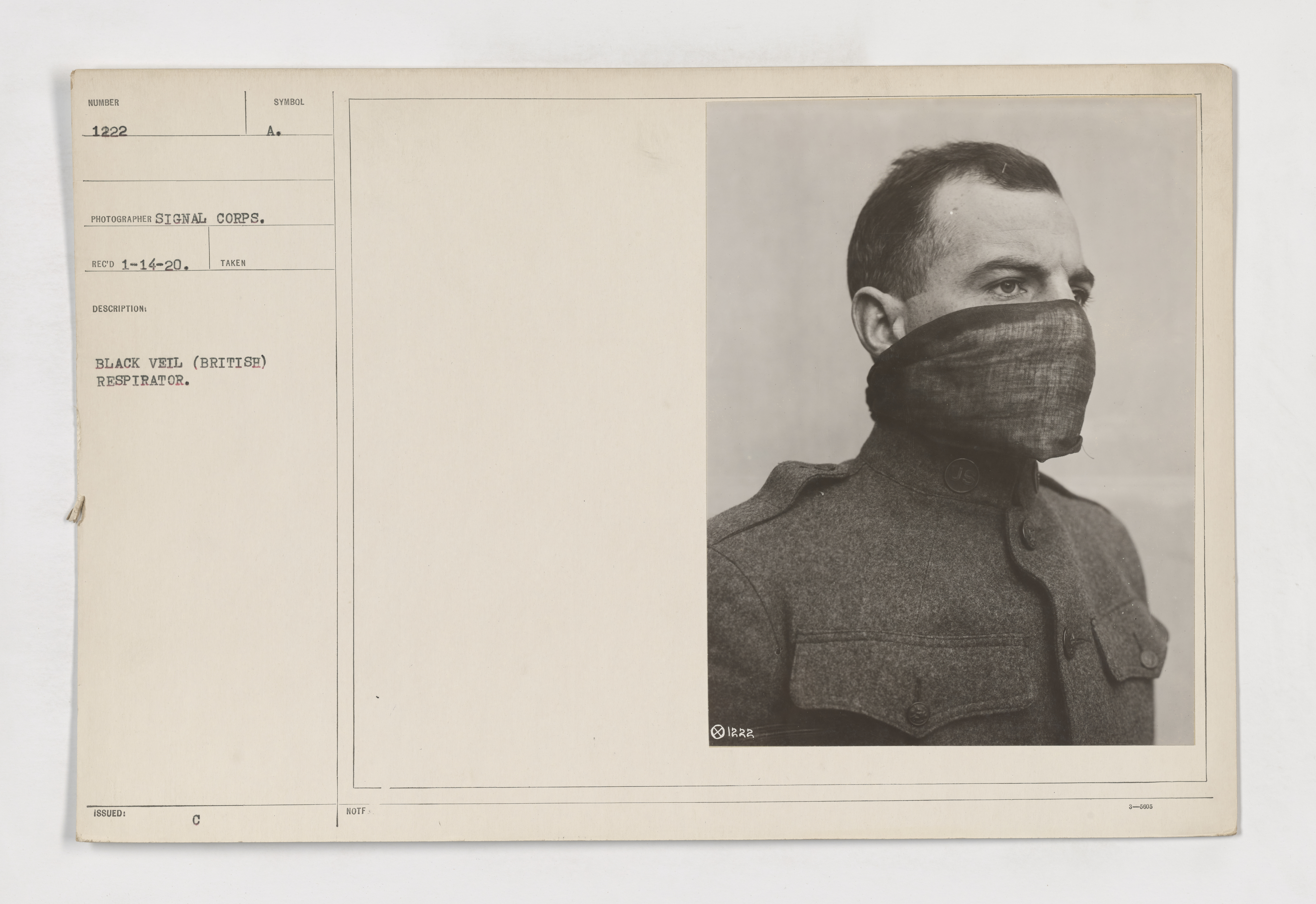
Soldado empleando el respirador Velo Negro.

El respirador Velo Negro fue una primigenia máscara antigás británica, diseñada por John Scott Haldane y que entró en servicio en mayo de 1915. 

## Historia
El Ejército Imperial Alemán empleó por primera vez el cloro como gas venenoso contra las tropas Aliadas el 22 de abril de 1915, en la Segunda batalla de Ypres. Hacia el 3 de mayo, los británicos empezaron a suministrar copos de algodón envueltos en muselina a sus tropas. Esto fue seguido por el respirador Velo Negro, inventado por John Scott Haldane. El Velo Negro era una almohadilla de algodón empapada en una solución absorbente, que era asegurada sobre la boca con un velo de tul negro. La máscara estaba tratada con una solución de hiposulfato de sodio, carbonato de sodio, glicerina y agua. La solución retenía suficiente humedad, siendo innecesario sumergir la máscara en dicha solución antes de su uso, mientras estuviese almacenada en su morral impermeable especial. El velo podía ser levantado para cubrir los ojos, ofreciendo cierta protección ante gases lacrimógenos, aunque la propia máscara solamente ofrecía una protección limitada ante el cloro gaseoso.
Suministrado por primera vez el 20 de mayo de 1915, el Velo Negro tenía un morral para almacenar la almohadilla y una cuerda para sostener la máscara sobre el rostro, siendo una mejora respecto a la tela sostenida con la mano. Sin embargo, era de construcción frágil, precisando entrenamiento para ser empleada de forma eficaz y principalmente inmovilizaba a los hombres durante un ataque de gas, ya que temían que sus máscaras se soltasen. El respirador Velo Negro fue rápidamente reemplazado por la Capucha de humo británica, una capucha de lona tratada con sustancias químicas que absorbían el cloro, inventada por Cluny MacPherson. Después de la introducción de la Capucha de humo británica, el Velo Negro fue relegado como equipo de emergencia.